# Empire of Sin
Empire of Sin ist ein Strategie-Videospiel, das von Romero Games entwickelt und von Paradox Interactive veröffentlicht wurde. Es erschien am 1. Dezember 2020 für Microsoft Windows, MacOS, PlayStation 4, Xbox One und Nintendo Switch. In dem Spiel schlüpft der Spieler in die Rolle eines von mehreren Mafiabossen, die von realen Figuren aus dem Chicago der Prohibitionszeit inspiriert sind. Der Spieler benutzt seinen Boss, um die Handlungen seiner Untergebenen zu kontrollieren, um die Geschäfte des Gegners zu übernehmen und neue Mitglieder für seine Sache zu rekrutieren, während er gleichzeitig sein eigenes Imperium vor den anderen Bossen verteidigt.

## Gameplay
Empire of Sin spielt als rundenbasiertes Strategiespiel, bei dem der Spieler in der Prohibitionsära in die Rolle eines Verbrecherbosses schlüpft, 1920 neu beginnt und bis 1933 versucht, die Kontrolle über Chicago zu erlangen. Als Boss kann man bis zu 16 Untergebene von 60 potentiellen Untergebenen anwerben, die ihr Imperium fragwürdiger Geschäfte wie Kneipen, Kasinos und Bordelle leiten, sie vor dem Gesetz und rivalisierenden Mafiabanden schützen und gleichzeitig versuchen, ihren eigenen Einfluss durch die Übernahme anderer zu vergrößern. Das Spiel verwendet Alkohol als eine Art Währung, um den Einfluss des Imperiums zu vergrößern. Alkohol kann von Brauereien unter der Kontrolle des Spielers hergestellt, von Verbündeten an den Spieler abgegeben oder als Teil der Erfüllung verschiedener Missionen belohnt werden. Die Qualität des Alkohols kann seinen Einfluss beeinflussen; minderwertiger Alkohol kann billig hergestellt und zunächst mit hohem Gewinn verkauft werden, verliert aber mit der Zeit seinen Wert.
Die Übernahme eines anderen Unternehmens kann einen direkten Kampf beinhalten, bei dem das Spiel in ein rundenbasiertes Strategiespiel ähnlich wie X-Com eintritt, oder durch andere überzeugende Mittel erfolgen, einschließlich kurzfristiger Allianzen mit anderen Banden, um einen gemeinsamen Feind zu besiegen. Kampf- und andere Situationen werden durch verschiedene Eigenschaften und Vergünstigungen der Charaktere beeinflusst und können dazu führen, dass sie sich anders verhalten als der Spieler befiehlt. Beispielsweise kann ein Charakter mit der Eigenschaft "Hair Trigger" seine Waffe abfeuern, anstatt sich auf Befehl in Deckung zu begeben. Diese Eigenschaften können sich im Laufe eines Spiels ändern; ein Untergebener kann sich daran gewöhnen, Probleme mit gewaltsamen Mitteln zu lösen, je mehr er z. B. in solche Zustände versetzt wird.
Durch die Kontrolle von mehr Territorium erhält der Bandenchef mehr Mittel, um seine Untergebenen besser zu bewaffnen oder neue Mitglieder zu rekrutieren. Das Spiel ist teilweise Roguelike, da die Unternehmen auf der Spielkarte jeden Durchgang neu zuweisen und jedes Mal neue Charaktere mit unterschiedlichen Vergünstigungen generiert werden. Einige haben Empire of Sin als Nachfolger des Spiels Mob Rule von 1999 verglichen.

## Entwicklung
Empire of Sin wird vom Ehepaar Brenda und John Romero von Romero Games entwickelt, mit Brenda als Lead Designer. Laut John hatte Brenda aufgrund ihrer früheren Spielentwicklungsgeschichte, zu der die Wizardry-Computerspielserie und Brettspiele auf der Grundlage historischer Szenarien gehörten, große Einblicke in Rollenspiele (RPG) und die Entwicklung von Spielsystemen erhalten, die sich auf die Interaktion der Charaktere konzentrierten. Die Ideen aus der Ära der Prohibition, die hinter Empire of Sin standen, waren etwas, das sie 20 Jahre lang tun wollte. Dies führte dazu, dass das Paar Paradox Interactive als Verlagspartner suchte, da Paradox für historische Simulationsspiele bekannt ist.
Das Spiel wurde erstmals im Rahmen der Nintendo-Direct-Präsentation auf der E3 2019 vorgestellt. Die Veröffentlichung ist für Microsoft Windows, MacOS, PlayStation 4, Xbox One und Nintendo Switch geplant. Während die Erstveröffentlichung für das zweite Quartal 2020 geplant war, kündigte Romero Games an, dass das Spiel bis zum 1. Dezember 2020 verschoben wird, um weiteren Feinschliff zu erhalten.
Im Mai 2021 wurde die erste Erweiterung Make It Count angekündigt. Sie erschien am 18. November desselben Jahres.

## Rezeption
Empire of Sin erhielt laut Metacritic „gemischte oder durchschnittliche“ Bewertungen für die PC- und Xbox-One-Version und „allgemein ungünstige Bewertungen“ für die PlayStation-4-Version.